# Henrik Gustaf Söderbaum

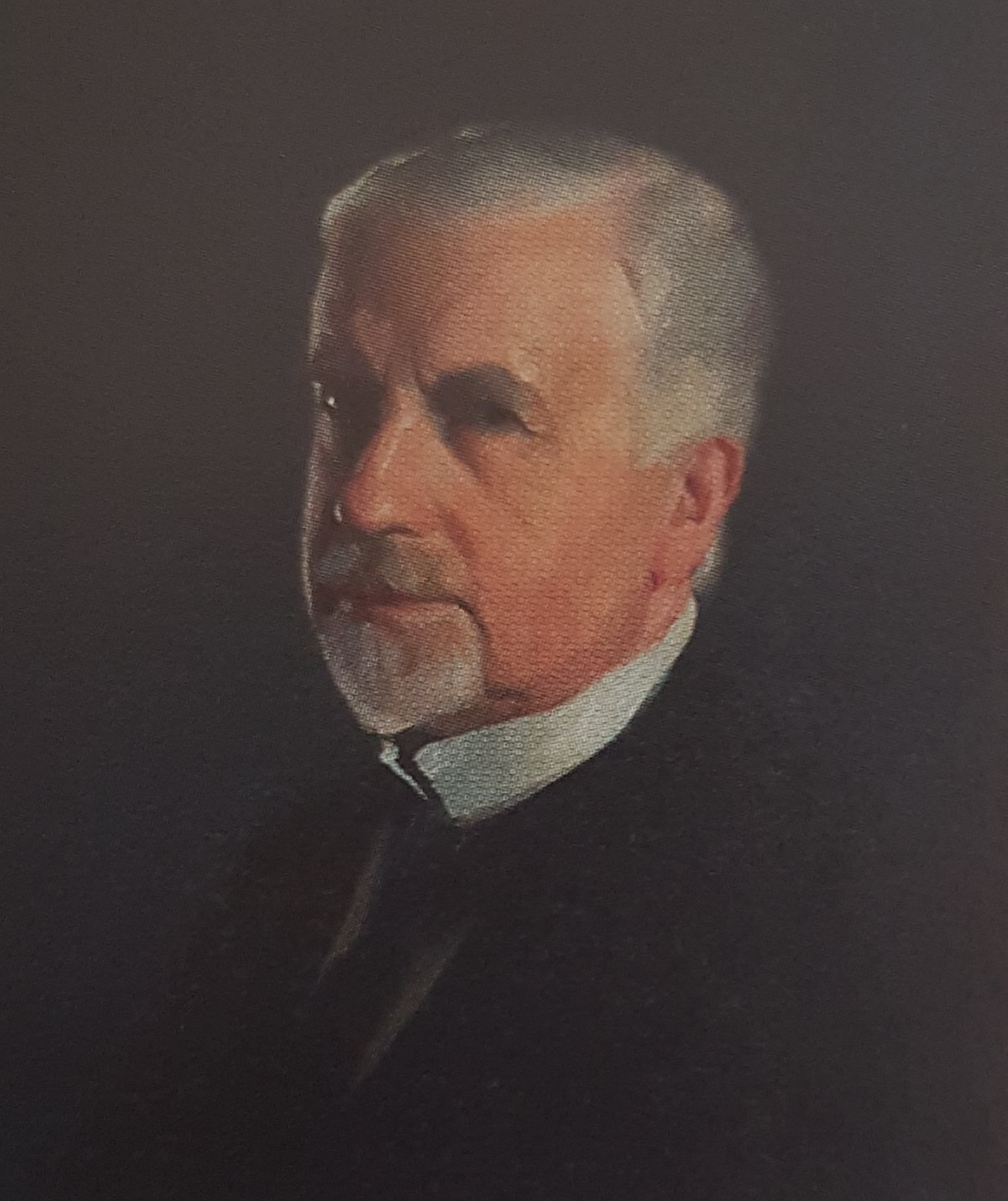
Henrik Gustaf Söderbaum porträtiert von Emil Österman

Henrik Gustaf Söderbaum (* 12. März 1862 in Kalmar; † 23. September 1933 in Djursholm) war ein schwedischer Chemiker.

## Leben
Söderbaum studierte ab 1879 an der Universität Uppsala Chemie und wurde 1888 promoviert. Danach war er dort Privatdozent und ab 1893 Professor an der  Technischen Hochschule Chalmers in Göteborg und 1899 Professor für landwirtschaftliche Chemie an der landwirtschaftlichen Versuchsstation der schwedischen Akademie der Wissenschaften. Bei deren Umwandlung in die zentrale landwirtschaftliche Versuchsanstalt wurde er 1907 Leiter der chemischen Abteilung und blieb das bis 1923.
Er befasste sich anfangs mit Platin-Komplexen (Thema seiner Dissertation), dann mit organischer Chemie und zuletzt mit landwirtschaftlicher Chemie (Assimilierung von Phosphor, Stickstoffdünger). Als Chemiehistoriker befasste er sich mit Jöns Jacob Berzelius und gab unter anderem dessen Briefe, Reisetagebücher und autobiographische Noten heraus im Auftrag der schwedischen Akademie der Wissenschaften.
Ab 1898 war er Mitglied der Königlich Schwedischen Akademie der Wissenschaften, 1912/13 deren Präsident und von 1923 bis 1933 deren Sekretär. Ab 1900 war er im Nobelkomitee für Chemie und ab 1925 im Rat der Nobelstiftung. Er war außerdem Mitglied der königlichen Gesellschaften der Wissenschaften in Uppsala und Göteborg.
Er war der Vater der Schauspielerin Kristina Söderbaum.

## Schriften
- Berzelius. In Günther Bugge (Hrsg.): Das Große Buch der Chemiker. Band 1. Berlin 1929, Verlag Chemie 1979
- Berzelius’ Werden und Wachsen 1779–1821. 1899
- Herausgeber: Jacob Berzelius: Själfbiografiska anteckningar, 1901
- Herausgeber: Jacob Berzelius: Reseanteckningar, 1903
- Herausgeber: Jacob Berzelius: Bref, 5 Bände, 1912 bis 1918